# Landsverk L-180
Ландсверк Л-180 (швед. Landsverk L-180) — шведский бронеавтомобиль, разработанный компанией «Ландсверк» в 1935 году на основе бронеавтомобиля L-181. На вооружение шведской армии принят под обозначением Пансарбил м/41 (швед. Pansarbil m/41, pansarbil — бронеавтомобиль), сокращённо — Пбил м/41 (швед. Pbil m/41). Поставлялся на экспорт в Данию. Ирландию, Нидерланды и Эстонию.

## Описание конструкции

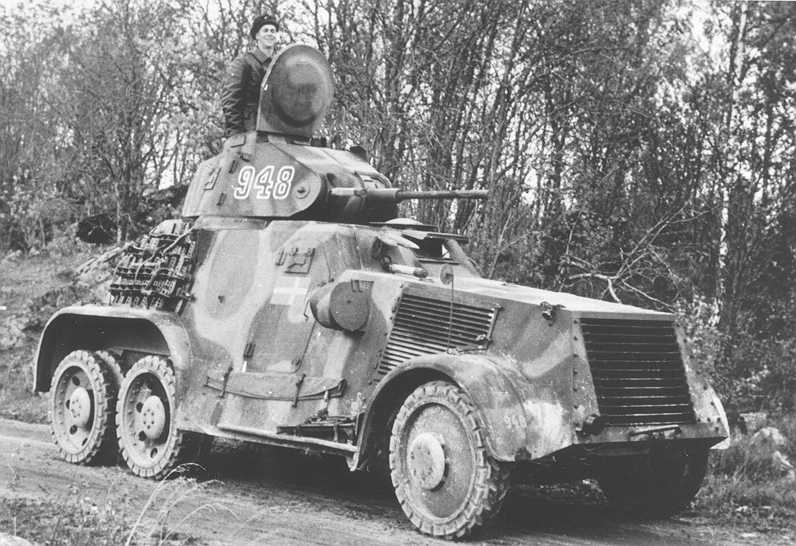
Pbil m/41 шведской армии

### Шасси
Различные варианты машины были сконфигурированы аналогично, но были построены на шасси разных грузовиков: Büssing-NAG, Mercedes-Benz и Daimler-Benz.

### Вооружение
Машина была вооружена чаще всего 37-мм автоматической пушкой Bofors или 20-мм автоматической пушкой Madsen, но выпускались и другие орудия. Финляндия к примеру, купила один L-182 и вооружила его 13,2-мм пулеметом L-35/36.

### Двигатели
Поскольку использовалось несколько разных шасси, использовались и разные двигатели, в основном двигатели были той же марки что и шасси.

## Состоял на вооружении
| Государство | Род сил                | Количество |
| ----------- | ---------------------- | ---------- |
| Дания       | датская армия          | 2          |
| Ирландия    | ирландская армия       | 8          |
| Нидерланды  | нидерландская армия    | 13         |
| Швеция      | шведская армия         | 5          |
| Эстония     | полиция города Таллина | 1          |